# Sellos de Alemania en 2013
Los sellos de Alemania en el año 2013 fueron puestos en circulación por el Deutsche Post, la administración postal de Alemania. En total se emitieron 57 sellos postales, comprendidos en 43 series filatélicas con temáticas diversas.

## Descripción
| Fecha de emisión | Nombre del sello (descripción) | Dimensiones (mm) | Valor facial (en €) |
| ---------------- | --- | ---------------- | ------------------- |
| 02.01            | «Castillos y palacios» 1) El Castillo de Glucksburgo en la localidad homónima | 44,2 × 26,2      | 0,45                |
| 02.01            | 2) El Castillo Imperial de Núremberg en la ciudad homónima | 44,2 × 26,2      | 0,58                |
| 02.01            | «Pintura alemana» 1) El óleo Die Rasenbleiche (1883) del pintor impresionista Max Liebermann | 35,0 × 35,0      | 2,40                |
| 02.01            | «Tesoros de museos alemanes» 1) El Busto de Nefertiti del Museo Egipcio de Berlín | 33,0 × 39,0      | 0,58                |
| 02.01            | 2) La Puerta de Istar del Museo de Pérgamo en Berlín | 33,0 × 39,0      | 1,45                |
| 02.01            | «50 años del Tratado del Eliseo» 1) Motivo alusivo al Tratado del Eliseo que muestra una mujer y un hombre abrazados y que miran conjuntamente a través de unos prismáticos, en cuyos tubos se ven la bandera de Alemania y la de Francia                                                              | 44,2 × 26,2      | 0,75                |
| 07.02            | «Para la beneficencia – Árboles florales» 1) Un tilo | 55,0 × 32,8      | 0,58+0,27           |
| 07.02            | 2) Un cerezo silvestre | 55,0 × 32,8      | 0,90+0,40           |
| 07.02            | 3) Un castaño de Indias | 55,0 × 32,8      | 1,45+0,55           |
| 07.02            | «Los panoramas más bellos de Alemania» Dos vistas de la Gendarmenmarkt de Berlín: 1) La Konzerthaus y la Catedral Francesa | 44,2 × 26,2      | 0,58                |
| 07.02            | 2) La Catedral Alemana | 44,2 × 26,2      | 0,58                |
| 07.02            | «250 años de la Paz de Hubertusburgo» 1) El Castillo Hubertusburg con motivo del 250º aniversario de la firma de la Paz de Hubertusburgo | 34,9 × 34,9      | 0,90                |
| 01.03            | «350º aniversario del nacimiento de August Hermann Francke» 1) Una estatua del teólogo y pedagógo August Hermann Francke | 34,9 × 34,9      | 2,05                |
| 01.03            | «200º aniversario del nacimiento de Friedrich Hebbel» 1) Retrato del dramaturgo y poeta Friedrich Hebbel | 34,9 × 34,9      | 1,00                |
| 01.03            | «50 años de Jugend musiziert» 1) Dibujo alusivo al concurso musical para jóvenes Jugend musiziert, con un joven tocando el violonchelo | 34,9 × 34,9      | 0,58                |
| 01.03            | «Para los niños» Dos dibujos del escritor de literatura infantil Janosch 1) Barco velero | 44,2 × 26,2      | 0,45                |
| 01.03            | 2) Pascua | 44,2 × 26,2      | 0,58                |
| 04.04            | «150 años de la fundación de la Asociación General de Trabajadores Alemanes» 1) El emblema de la Asociación General de Trabajadores Alemanes (por sus siglas en alemán, ADAV, Allgemeiner Deutscher Arbeiterverein)                                                                                    | 34,9 × 34,9      | 1,45                |
| 04.04            | «150 años de la Cruz Roja» 1) Dibujo alusivo con el símbolo de la Cruz Roja | 44,2 × 26,2      | 0,58                |
| 04.04            | «100 años de la Insignia Deportiva Alemana» 1) La condecoración de la Insignia Deportiva Alemana (Deutsches Sportabzeichen) | 34,9 × 34,9      | 0,58                |
| 04.04            | «100 años de la represa del Möhne» 1) La represa del embalse del Möhne | 44,2 × 26,2      | 0,90                |
| 04.04            | «50 años del puente del estrecho de Fehmarn» 1) El puente del estrecho de Fehmarn | 44,2 × 26,2      | 0,75                |
| 02.05            | «Para el deporte» Tres dibujos del caricaturista Uli Stein: 1) Ratón atleta | 44,2 × 26,2      | 0,58+0,27           |
| 02.05            | 2) Ratón surfista | 44,2 × 26,2      | 0,90+0,40           |
| 02.05            | 3) Ratón gimnasta | 44,2 × 26,2      | 1,45+0,55           |
| 02.05            | «Europa» 1) Serie anual a cargo de PostEurop, ese año bajo el tema Furgonetas postales Un motivo alusivo que representa una furgoneta postal de época | 44,2 × 26,2      | 0,58                |
| 02.05            | «200º aniversario del nacimiento de Richard Wagner» 1) Retrato del componista y escritor Richard Wagner, aparte en caligrafía original se ve el nombre de una de sus óperas más representativas: El anillo del nibelungo (Der Ring des Nibelungen) y los títulos de las cuatro piezas en que se divide | 44,2 × 26,2      | 0,58                |
| 06.06            | «Faros» 1) El faro de Flügge en la isla de Fehmarn | 35,0 × 35,0      | 0,45                |
| 06.06            | 2) El faro de Büsum en la localidad homónima (Schleswig-Holstein) | 35,0 × 35,0      | 0,58                |
| 06.06            | «La exhibición de rosas de Forst» 1) Una vista de los rosedales del Jardín de rosas de Forst en la localidad homónima (Brandemburgo) | 44,2 × 26,2      | 0,45                |
| 06.06            | «Pabellones monumentales» 1) El Templo del Sol en el parque Eremitage de Bayreuth | 44,2 × 26,2      | 0,75                |
| 06.06            | 2) El pabellón Hyangwonjeong del Palacio Gyeongbokgung en Seúl | 44,2 × 26,2      | 1,50                |
| 06.06            | «Al servicio de Alemania» 1) Motivo alusivo con los colores del uniforme militar alemán, dedicado a las misiones al extranjero de las fuerzas armadas alemanas | 44,2 × 26,2      | 0,58                |
| 01.07            | «Alemania salvaje» 1) Los Alpes de Berchtesgaden | 44,2 × 26,2      | 0,58                |
| 01.07            | 2) Las mareas del mar de Frisia de Baja Sajonia | 44,2 × 26,2      | 0,58                |
| 01.07            | «800º aniversario de Dessau» 1) Diseño alusivo a base de círculos y cuadrados (al estilo de la escuela arquitectónica Bauhaus) con el nombre de la ciudad de Dessau | 44,2 × 26,2      | 0,45                |
| 01.07            | «Pintura alemana» 1) El cuadro Seestück (1969) del pintor Gerhard Richter | 44,2 × 26,2      | 1,45                |
| 18.07            | «Ayuda por las inundaciones de 2013» 1) Motivo alusivo a las Inundaciones de Europa Central de 2013 | 55,0 × 32,8      | 0,58+0,42           |
| 08.08            | «Para la juventud – Pájaros cantadores nativos» 1) Un jilguero | 34,9 × 34,9      | 0,58+0,27           |
| 08.08            | 2) Un camachuelo | 34,9 × 34,9      | 0,90+0,40           |
| 08.08            | 3) Un herrerillo | 34,9 × 34,9      | 1,45+0,55           |
| 08.08            | «100º aniversario del nacimiento de Julius August Kardinal Döpfner» 1) Diseño abstracto con motivo del centenario del nacimiento del cardenal Julius Döpfner, en el que se ve una frase dicha por el eclesiástico                                                                                      | 34,9 × 34,9      | 0,58                |
| 05.09            | «Día del sello» 1) Una locomotora Saxonia del año 1838 | 34,9 × 34,9      | 0,58+0,27           |
| 05.09            | «Los panoramas más bellos de Alemania» Dos vistas de la ciudad de Heidelberg: 1) El puente Viejo sobre el río Neckar y el Castillo de Heidelberg | 44,2 × 26,2      | 0,58                |
| 05.09            | 2) El casco viejo con la Iglesia del Espíritu Santo | 44,2 × 26,2      | 0,58                |
| 05.09            | «200 años del juego de cartas Skat» 1) Los personajes de una baraja: rey, reina y sota, jugando al skat | 44,2 × 26,2      | 0,90                |
| 10.10            | «200º aniversario del nacimiento de Georg Büchner» 1) Fragmento del cartel oficial de búsqueda y captura emitido en junio de 1835 para buscar al joven y fugitivo escritor Georg Büchner | 34,9 × 34,9      | 0,58                |
| 10.10            | «200º aniversario del nacimiento de Ludwig Leichhardt» 1) Retrato del biólogo Ludwig Leichhardt y, de fondo, un par de motivos alusivos a la exploración del continente australiano | 34,9 × 34,9      | 0,75                |
| 10.10            | «100 años del Völkerschlachtdenkmal» 1) El monumento Völkerschlachtdenkmal ubicado al sudoeste de Leipzig y construido para conmemorar la Batalla de las Naciones | 44,2 × 26,2      | 0,345               |
| 02.11            | «Navidad» 1) Diseño alusivo a los tres Reyes Magos siguiendo la estrella de Belén | 34,9 × 34,9      | 0,58+0,27           |
| 02.11            | «125 años de las ondas electromagnéticas - Heinrich Hertz» 1) Esquema de un campo electromagnético, producto del trabajo de investigación del físico Heinrich Hertz | 33,0 × 39,0      | 0,58                |
| 02.11            | «100º aniversario del nacimiento de Willy Brandt» 1) Foto del político y canciller alemán Willy Brandt, así como su rúbrica | 44,2 × 26,2      | 0,58                |
| 02.11            | «100 años del título de profesora de Rahel Hirsch» 1) Foto de la médica Rahel Hirsch, la primera mujer alemana en obtener el título de doctora en medicina, trabajando en un laboratorio | 44,2 × 26,2      | 1,45                |
| 02.11            | «Atmósfera navideña» 1) Un abeto nevado con iluminación navideña | 33,0 × 39,0      | 0,58                |
| 05.12            | «Sello de tarifa adicional» 1) Un número dos en color gris | 18,7 × 22,0      | 0,02                |
| 05.12            | «Flores» 1) Una corona imperial (Fritillaria imperialis) | 21,5 × 30,1      | 0,60                |
| 05.12            | «Sello de luto» 1) Rayos de luz filtrándose por unas nubes | 44,2 × 26,2      | 0,60                |